# Daniya, jardín del harem
Pour plus de détails, voir Fiche technique et Distribution.
Daniya, jardín del harem est un film espagnol réalisé par Carles Mira, sorti en 1988.

## Synopsis
Le film raconte le voyage de Bernat, le jeune frère d'Almodis de la Marche, comtesse de Barcelone. Il arrive en Andalousie où le roi musulman lui octroie l'archidiocèse des chrétiens mozarabes de ce territoire.

## Fiche technique
- Titre : Daniya, jardín del harem
- Réalisation : Carles Mira
- Scénario : Carles Mira
- Musique : Enric Murillo
- Photographie : Tomàs Pladevall
- Montage : Emilio Rodríguez
- Production : Lluís Ferrando (producteur délégué)
- Pays :  Espagne et  France
- Genre : historique
- Durée : 96 minutes
- Dates de sortie : 
  -  Espagne : 18 février 1988 (Barcelone)

## Distribution
- Laura del Sol : Laila
- Marie-Christine Barrault : Almodis de la Marche
- Ramon Madaula : Bernat
- Fermí Reixach : le capitaine
- Joan Monleón : Abd Al Malik

## Distinctions
Le film a été nommé pour trois Premis de Cinematografia de la Generalitat de Catalunya : meilleur film, meilleur acteur pour Fermí Reixach et meilleur réussite technique.